# Diadegma mediterraneum
Diadegma mediterraneum là một loài tò vò trong họ Ichneumonidae.